# Chrysidea merina
Chrysidea merina – gatunek błonkówki z rodziny złotolitkowatych.
Gatunek ten opisany został po raz pierwszy w 2019 roku przez Toshiharu Mitę i Paolo Rosę. Opisu dokonano na podstawie pojedynczej samicy odłowionej w 1901 roku przez Henriego de Saussure, zdeponowanej w Muzeum Historii Naturalnej w Paryżu. Okaz ten był błędnie identyfikowany we wcześniejszych pracach rewizyjnych. Robert du Buysson przyporządkował go w 1910 roku do gatunku Chrysogona pumila, a Richard Mitchell Bohart w 1988 do gatunku Chrysidea pumiloides.
Błonkówka znana z pojedynczego okazu samicy o ciele długości 5,1 mm. Głowę ma metalicznie błękitną z metalicznie niebieskozielonymi twarzą i policzkami, czarniawą okolicą przyoczek i fioletowo połyskującym ciemieniem. Szerokość głowy jest 1,4 raza większa od wysokości. Powyżej zagłębienia na trzonki czułków, ale poniżej przedniego przyoczka znajdują się dwa poprzeczne żeberka czołowe. Ubarwienie czułków jest czarne z wyjątkiem metalicznie niebieskozielonych trzonka i nóżki oraz lekko zielonawo połyskującego pierwszego członu biczyka. Żuwaczki są w nasadowej części czarniawe z metalicznie zielonym połyskiem, a u wierzchołków brązowe. Barwa mezosomy jest głównie metalicznie błękitna z fioletowym połyskiem, gdzieniegdzie niebieskozielona, między głębokimi i pełnymi notauli czarniawa. Całą powierzchnię mezosomy rzeźbią głębokie punkty. Przez ¾ długości przedplecza biegnie płytki, niewyraźny rowek. W przednio-środkowej części zaokrąglonego śródplecza leży duży dołek. Tegule są błękitnozielone z purpurowym podbarwieniem u nasady. Skrzydła przedniej pary cechują się komórką dyskoidalną otoczoną przez silne, pigmentowane żyłki. Odnóża są ciemnobrązowe, z wyjątkiem stóp silnie połyskujące na zielono. Metasoma ma metalicznie niebieskie tergity z czarniawymi częściami środkowymi, zielonawymi krawędziami tylnymi dwóch pierwszych z nich oraz fioletowym połyskiem na trzecim z nich. Wierzchołek trzeciego tergitu odznacza się parą trójkątnych ząbków bocznych oraz niewielkim ząbkiem środkowym. Sternity metasomy są metalicznie zielone; na drugim z nich leżą czarne, owalne plamki.
Szczegółowe informacje o występowaniu gatunku są nieznane. Wiadomo tylko, że jedyny okaz odłowiono na Madagaskarze.